# Mézières-sur-Seine
Mézières-sur-Seine – miejscowość i gmina we Francji, w regionie Île-de-France, w departamencie Yvelines.
Według danych na rok 1990 gminę zamieszkiwało 2726 osób, a gęstość zaludnienia wynosiła 262 osób/km² (wśród 1287 gmin regionu Île-de-France Mézières-sur-Seine plasuje się na 422. miejscu pod względem liczby ludności, natomiast pod względem powierzchni na miejscu 358.).